# Carreros
Carreros es una entidad de población española del municipio de Tabera de Abajo, perteneciente a la provincia de Salamanca, en la comunidad autónoma de Castilla y León.1

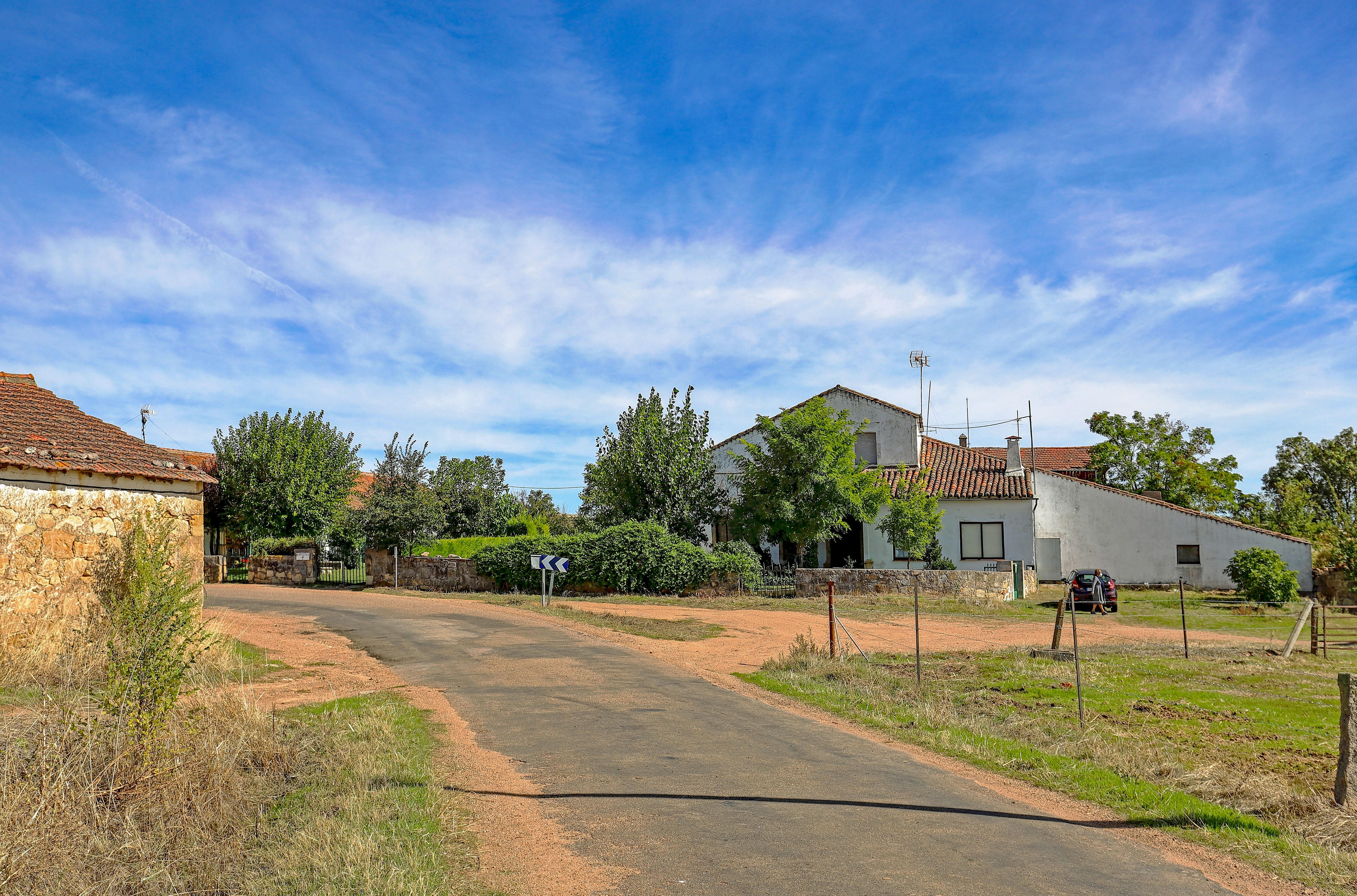
Entrada

## Historia
Hacia mediados del siglo XIX, el lugar, una aldea ya por entonces perteneciente a Tabera de Abajo, tenía contabilizada una población de once habitantes. Aparece descrito en el quinto volumen del Diccionario geográfico-estadístico-histórico de España y sus posesiones de Ultramar de Pascual Madoz con las siguientes palabras:

CARREROS: ald. agregada al ayunt. de Tabera de abajo (3/4 leg. al S.), en la prov. y dióc. de Salamanca (5), part. jud. de Ledesma (4), aud. terr. y c. g. de Valladolid (25): sit. en una alegre campiña. Confina N. con su matriz y Sagos; E. Navas de Quejigal,; S. Quejigal, y O. Taberuela: el terreno es poco abundante de aguas, pero á propósito para la labor. prod.: trigo, centeno, algarobas, pastos y ganados, principalmente vacuno y de cerda. pobl.: 4 vec., 11 alm. cap., terr. prod.: 138.800 rs. imp., 6,940.
(Madoz, 1846, p. 621)

En 2023, la entidad singular de población tenía empadronados seis habitantes.